# Claude van 't Veer-Menneret
Claude van 't Veer-Menneret (née le 5 janvier 1929 à Madagascar et morte le 19 janvier 2022 à Massy) est une astronome et astrophysicienne française.
Elle est la femme de l'astrophysicien néerlando-français Frans van 't Veer avec lequel elle travaille notamment sur les taches solaires.